# Lista miniștrilor afacerilor externe în anul 2021
Lista miniștrilor afacerilor externe în anul 2021 se bazează pe Lista statelor lumii și pe Lista de teritorii dependente, așa cum sunt ele cunoscute de la 1 ianuarie 2021 pâna la 31 decembrie 2021.
Gruparea acestora s-a făcut pe baza statutului entitătii pe care o reprezintă după cim urmează State independente recunoscute cvasigeneral, State independente recunoscute parțial de comunitatea internațională, State independente nerecunoscute, Entități cu statut apropiat de cel de stat, Diviziuni administrative autonome,  Territorii nesuverane, autonome sau cu administrație specială și Guverne alternative și / sau în exil.
Ministrul afacerilor externe (numele oficial al funcției poate diferi de la stat la stat conform uzanțelor naționale) este acel membru al guvenului însărcinat cu aplicarea politicii externe a statului și asigurarea relațiilor cu alte state și organizații internaționale cu responsabilități executive. Un ministru al afacerilor externe poate asigura uneori și alte portofolii în cadrul unui guvern. Deoarece aceste portofolii nu prezintă interes pentru această listă, ele nu au fost prezentate.
Pot avea miniștri de externe și teritoriile autonome, fie ele diviziuni administrative sau teritorii dependente.

## State independente recunoscute cvasigeneral
| Statul                                   | Funcția | Numele                                                                                               | Începând cu                       |
| ---------------------------------------- | --- | --- | --------------------------------- |
| Afganistan (vezi și : §10)               | Miniștri ai afacerilor externe (succesivi)                                                                         | mollah Amir Khan Muttaqi (interimar) (Emiratul Islamic Afganistan)                                   | 7 septembrie 2021                 |
| Afganistan (vezi și : §10)               | Miniștri ai afacerilor externe (succesivi)                                                                         | funcție vacantă (Republica Islamică Afganistan)                                                      | 15 august 2021                    |
| Afganistan (vezi și : §10)               | Miniștri ai afacerilor externe (succesivi)                                                                         | Mohammad Hanif Atmar (Republica Islamică Afganistan)                                                 | 4 aprilie 2020                    |
| Africa de Sud                            | Ministru al relațiilor internaționale și cooperării                                                                | Naledi Pandor                                                                                        | 29 mai 2019                       |
| Albania                                  | Ministru al afacerilor externe și europene                                                                         | Olta Xhaçka                                                                                          | 31 decembrie 2020                 |
| Algeria                                  | Miniștri ai afacerilor externe și cooperării internaționale (succesivi)                                            | Ramtane Lamamra                                                                                      | 7 iulie 2021                      |
| Algeria                                  | Miniștri ai afacerilor externe și cooperării internaționale (succesivi)                                            | Sabri Boukadoum                                                                                      | 2 aprile 2019                     |
| Andorra                                  | Ministru al afacerilor externe                                                                                     | Maria Ubach Font                                                                                     | 17 iulie 2017                     |
| Angola                                   | Ministru al relațiilor externe                                                                                     | Tete António                                                                                         | 6 aprilie 2020                    |
| Antigua și Barbuda                       | Ministru al afacerilor externe                                                                                     | E.P. Chet Greene                                                                                     | 22 martie 2018                    |
| Arabia Saudită                           | Ministru al afacerilor externe                                                                                     | Faisal bin Farhan Al Saud                                                                            | 29 octombrie 2019                 |
| Argentina                                | Miniștri ai afacerilor externe (succesivi)                                                                         | Santiago Cafiero                                                                                     | 20 septembrie 2021                |
| Argentina                                | Miniștri ai afacerilor externe (succesivi)                                                                         | Felipe Solá                                                                                          | 10 decembrie 2019                 |
| Armenia                                  | Miniștri ai afacerilor externe (succesivi)                                                                         | Ararat Mirzoyan                                                                                      | 19 august 2021                    |
| Armenia                                  | Miniștri ai afacerilor externe (succesivi)                                                                         | Armen Grigoryan (interimar)                                                                          | 14 iulie 2021                     |
| Armenia                                  | Miniștri ai afacerilor externe (succesivi)                                                                         | Armen Gevondyan (interimar)                                                                          | 27 mai 2021                       |
| Armenia                                  | Miniștri ai afacerilor externe (succesivi)                                                                         | Ara Ayvazyan                                                                                         | 18 noiembrie 2020                 |
| Australia                                | Ministru pentru afacerile externe                                                                                  | Marise Payne                                                                                         | 28 august 2018                    |
| Austria                                  | Miniștri federali pentru afacerile externe și integrarea europeană (succesivi)                                     | Alexander Schallenberg                                                                               | 6 decembrie 2021                  |
| Austria                                  | Miniștri federali pentru afacerile externe și integrarea europeană (succesivi)                                     | Michael Linhart                                                                                      | 11 octombrie 2021                 |
| Austria                                  | Miniștri federali pentru afacerile externe și integrarea europeană (succesivi)                                     | Alexander Schallenberg                                                                               | 3 iunie 2019                      |
| Azerbaidjan · (vezi și: § 3 )            | Ministru al afacerilor externe                                                                                     | Jeykhun Bayramov                                                                                     | 16 iulie 2020                     |
| Bahamas                                  | Miniștri ai afacerilor externe și imigrației (succesivi)                                                           | Fred Mitchell                                                                                        | 20 septembrie 2021                |
| Bahamas                                  | Miniștri ai afacerilor externe și imigrației (succesivi)                                                           | Darren Henfield                                                                                      | 17 mai 2017                       |
| Bahrain                                  | Ministru al afacerilor externe                                                                                     | Abdullatif bin Rashid Al Zayani                                                                      | 11 februarie 2020                 |
| Bangladesh                               | Ministru al afacerilor externe                                                                                     | Abulkalam Abdul Momen                                                                                | 6 ianuarie 2019                   |
| Barbados                                 | Ministru al afacerilor externe                                                                                     | Jerome Walcott                                                                                       | 27 mai 2018                       |
| Belarus (vezi și : § 10)                 | Ministru al afacerilor externe                                                                                     | Vladimir Makei                                                                                       | 20 august 2012                    |
| Belgia · (vezi și : § 11)                | Ministru al afacerilor externe și europene                                                                         | Sophie Wilmès                                                                                        | 1 octombreie 2020                 |
| Belize                                   | Ministru al afacerilor externe                                                                                     | Eamon Courtenay                                                                                      | 13 noiembrie 2020                 |
| Benin                                    | Ministru al afacerilor externe, integrării africane, francofoniei și beninezilor din străinătate                   | Aurélien Agbénonci                                                                                   | 6 aprilie 2016                    |
| Bhutan                                   | Ministru al afacerilor externe                                                                                     | Tandi Dorji                                                                                          | 7 noiembrie 2018                  |
| Birmania · (vezi și : § 10)              | Miniștri ai afacerilor externe (succesivi)                                                                         | Wunna Maung Lwin , (corevendicator ȋncepȃnd cu 2 martie 2021)                                        | 1 februarie 2021                  |
| Birmania · (vezi și : § 10)              | Miniștri ai afacerilor externe (succesivi)                                                                         | Aung San Suu Kyi (consilier de stat – prim-ministru)                                                 | 30 martie 2016                    |
| Bolivia                                  | Ministru al relațiilor externe                                                                                     | Rogelio Mayta                                                                                        | 9 noiembrie 2020                  |
| Bosnia și Herzegovina                    | Ministru al afacerilor externe                                                                                     | Bisera Turković                                                                                      | 23 decembrie 2019                 |
| Botswana                                 | Ministru al afacerilor internaționale și cooperării                                                                | Lemogang Kwape                                                                                       | 26 august 2020                    |
| Brazilia                                 | Miniștri ai relațiilor externe (succesivi)                                                                         | Carlos Alberto França                                                                                | 29 martie 2021                    |
| Brazilia                                 | Miniștri ai relațiilor externe (succesivi)                                                                         | Ernesto Araújo                                                                                       | 1 ianuarie 2019                   |
| Brunei                                   | Ministru al afacerilor externe                                                                                     | Hassanal Bolkiah (sultan și prim-ministru)                                                           | 22 octombrie 2015                 |
| Brunei                                   | Ministru secund al afacerilor externe                                                                              | Erywan Yusof                                                                                         | 31 ianuarie 2018                  |
| Bulgaria                                 | Miniștri ai afacerilor externe (succesivi)                                                                         | Teodora Genchovska                                                                                   | 13 decembrie 2021                 |
| Bulgaria                                 | Miniștri ai afacerilor externe (succesivi)                                                                         | Svetlan Stoev                                                                                        | 12 mai 2021                       |
| Bulgaria                                 | Miniștri ai afacerilor externe (succesivi)                                                                         | Ekaterina Zakharieva                                                                                 | 4 mai 2017                        |
| Burkina Faso                             | Miniștri ai afacerilor externe, cooperării și burkinezilor din străinătate (succesivi)                             | Rosine Sori-Coulibaly                                                                                | 13 decembrie 2021                 |
| Burkina Faso                             | Miniștri ai afacerilor externe, cooperării și burkinezilor din străinătate (succesivi)                             | Alpha Barry                                                                                          | 13 ianuarie 2016                  |
| Burundi                                  | Ministru al relațiilor externe și cooperării                                                                       | Albert Shingiro                                                                                      | 28 iunie 2020                     |
| Cambodgia                                | Ministru al Afacerilor Externe și Cooperării Internaționale                                                        | Prak Sokhon                                                                                          | 4 aprilie 2016                    |
| Camerun                                  | Ministru al relațiilor externe                                                                                     | Lejeune Mbella Mbella                                                                                | 2 octombrie 2015                  |
| Canada · (vezi și : § 11)                | Miniștri ai afacerilor externe (succesivi)                                                                         | Mélanie Joly                                                                                         | 26 octombrie 2021                 |
| Canada · (vezi și : § 11)                | Miniștri ai afacerilor externe (succesivi)                                                                         | Marc Garneau                                                                                         | 12 ianuarie 2021                  |
| Canada · (vezi și : § 11)                | Miniștri ai afacerilor externe (succesivi)                                                                         | François-Philippe Champagne                                                                          | 20 noiembrie 2019                 |
| Capul Verde                              | Miniștri ai afacerilor externe (succesivi)                                                                         | Rui Figueiredo Soares                                                                                | 14 ianuarie 2021                  |
| Capul Verde                              | Miniștri ai afacerilor externe (succesivi)                                                                         | Luís Felipe Tavares                                                                                  | 22 aprilie 2016                   |
| Cehia                                    | Miniștri ai afacerilor externe (succesivi)                                                                         | Jan Lipavský                                                                                         | 17 decembrie 2021                 |
| Cehia                                    | Miniștri ai afacerilor externe (succesivi)                                                                         | Jakub Kulhánek                                                                                       | 21 aprilie 2021                   |
| Cehia                                    | Miniștri ai afacerilor externe (succesivi)                                                                         | Jan Hamáček (interimar)                                                                              | 12 aprilie 2021                   |
| Cehia                                    | Miniștri ai afacerilor externe (succesivi)                                                                         | Tomáš Petříček                                                                                       | 16 octombrie 2018                 |
| Centrafricană, Republica                 | Ministru al afacerilor externe, integrării africane, francofoniei și centrafricanilor din străinătate              | Sylvie Baïpo-Temon                                                                                   | 14 decembrie 2018                 |
| Chile                                    | Ministru al afacerilor externe                                                                                     | Andrés Allamand                                                                                      | 28 iulie 2020                     |
| China (vezi și : § 2, și § 10)           | Ministru al afacerilor externe                                                                                     | Wang Yi                                                                                              | 16 martie 2013                    |
| Ciad                                     | Miniștri ai afacerilor externe, integrării africane și cooperării internaționale (succesivi)                       | Chérif Mahamat Zene                                                                                  | 4 mai 2021                        |
| Ciad                                     | Miniștri ai afacerilor externe, integrării africane și cooperării internaționale (succesivi)                       | Amine Abba Sidick                                                                                    | 14 iulie 2020                     |
| Cipru · (vezi și : § 2)                  | Ministru al afacerilor extene                                                                                      | Nikos Christodoulidis                                                                                | 1 martie 2018                     |
| Coasta de Fildeș                         | Miniștri ai afacerilor externe (succesivi)                                                                         | Kandia Camara                                                                                        | 6 aprilie 2021                    |
| Coasta de Fildeș                         | Miniștri ai afacerilor externe (succesivi)                                                                         | Ally Coulibaly                                                                                       | 20 martie 2020                    |
| Columbia                                 | Miniștri ai relațiilor externe (succesivi)                                                                         | Marta Lucía Ramírez (vicepreședintă)                                                                 | 19 mai 2021                       |
| Columbia                                 | Miniștri ai relațiilor externe (succesivi)                                                                         | Adriana Mejía (interimară)                                                                           | 13 mai 2021                       |
| Columbia                                 | Miniștri ai relațiilor externe (succesivi)                                                                         | Claudia Blum                                                                                         | 27 noiembrie 2019                 |
| Comore                                   | Ministru al relațiilor externe, cooperării internaționale și comorienilor din străinătate                          | Dhoihir Dhoulkamal                                                                                   | 28 septembrie 2020                |
| Congo, Republica                         | Ministru al afacerilor externe, cooperării și congolezilor din străinătate                                         | Jean-Claude Gakosso                                                                                  | 10 august 2015                    |
| Congo, Republica Democrată               | MiniștrI aI afacerilor externe și integrării regionale (succesivi)                                                 | Christophe Lutundula                                                                                 | 27 aprilie 2021                   |
| Congo, Republica Democrată               | MiniștrI aI afacerilor externe și integrării regionale (succesivi)                                                 | Marie Tumba Nzeza                                                                                    | 7 septembrie 2019                 |
| Coreea, Republica                        | Miniștri ai afacerikor externe (succesivi)                                                                         | Chung Eui-yong                                                                                       | 9 februarie 2021                  |
| Coreea, Republica                        | Miniștri ai afacerikor externe (succesivi)                                                                         | Kang Kyung-wha                                                                                       | 17 iunie 2017                     |
| Coreeană, R.P.D.                         | Ministru al afacerilor externe                                                                                     | Ri Son-gwon                                                                                          | 19 ianuarie 2020                  |
| Costa Rica                               | Ministru al relațiilor externe                                                                                     | Rodolfo Solano                                                                                       | 3 februarie 2020                  |
| Croația                                  | Ministru al afacerilor externe și europene                                                                         | Gordan Grlić Radman                                                                                  | 19 iulie 2019                     |
| Cuba                                     | Ministru al relațiilor externe                                                                                     | Bruno Rodríguez Parrilla                                                                             | 2 martie 2009                     |
| Danemarca · (vezi și : § 9)              | Ministru pentru afacerile externe                                                                                  | Jeppe Kofod                                                                                          | 27 iunie 2019                     |
| Djibouti                                 | Ministru al afacerilor externe și cooperării internaționale                                                        | Mahamoud Ali Youssouf                                                                                | 22 mai 2005                       |
| Dominica                                 | Ministru al afacerilor externe și ale CARICOM                                                                      | Kenneth Darroux                                                                                      | 17 decembrie 2019                 |
| Dominicană, Republica                    | Ministru al afacerilor externe                                                                                     | Roberto Álvarez                                                                                      | 16 august 2020                    |
| Ecuador                                  | Miniștri ai relațiilor externe și integrării (succesivi)                                                           | Mauricio Montalvo                                                                                    | 24 mai 2021                       |
| Ecuador                                  | Miniștri ai relațiilor externe și integrării (succesivi)                                                           | Manuel Mejía Dalmau                                                                                  | 15 martie 2021                    |
| Ecuador                                  | Miniștri ai relațiilor externe și integrării (succesivi)                                                           | Luis Gallegos                                                                                        | 9 iulie 2020                      |
| Egipt                                    | Ministru al afacerilor externe                                                                                     | Sameh Shoukry                                                                                        | 17 iunie 2014                     |
| El Salvador                              | Ministru al relațiilor externe                                                                                     | Alexandra Hill Tinoco                                                                                | 1 iunie 2019                      |
| Elveția                                  | Șeful Departamentului Federal al Afacerilor Externe                                                                | Ignazio Cassis (vice-președinte)                                                                     | 1 noiembrie 2017                  |
| Emiratele Arabe Unite                    | Ministru al afacerilor externe                                                                                     | Abdullah bin Zayed Al Nahyan                                                                         | 9 februarie 2006                  |
| Eritreea                                 | Ministru al afacerilor externe                                                                                     | Osman Saleh Mohammed                                                                                 | 16 aprilie 2007                   |
| Estonia · (vezi și : §10)                | Miniștri ai afacerilor externe (succesivi)                                                                         | Eva-Maria Liimets                                                                                    | 22 ianuarie 2021                  |
| Estonia · (vezi și : §10)                | Miniștri ai afacerilor externe (succesivi)                                                                         | Urmas Reinsalu                                                                                       | 25 aprilie 2019                   |
| Eswatini                                 | Ministru al afacerilor externe și cooperării internaționale                                                        | Thuli Dladla                                                                                         | 2 noiembrie 2018                  |
| Etiopia                                  | Ministru al afacerilor externe                                                                                     | Demeke Mekonnen                                                                                      | 8 noiembrie 2020                  |
| Fiji                                     | Ministru pentru afacerile externe                                                                                  | Frank Bainimarama (prim-ministru)                                                                    | 17 aprilie 2020                   |
| Filipine                                 | Secretar al afacerilor externe                                                                                     | Teodoro Locsin Jr.                                                                                   | 17 octombrie 2018                 |
| Finlanda                                 | Ministru al afacerilor externe                                                                                     | Pekka Haavistoi                                                                                      | 6 iunie 2019                      |
| Franța · (vezi și : § 7)                 | Ministru al Europei și al Afacerilor Externe                                                                       | Jean-Yves Le Drian                                                                                   | 17 mai 2017                       |
| Gabon                                    | Ministru al afacerilor externe, cooperării internaționale și francofoniei, însărcinat cu gabonezii din străinătate | Pacôme Moubelet Boubeya                                                                              | 17 iulie 2020                     |
| Gambia                                   | Ministru al afacerilor externe                                                                                     | Mamadou Tangara                                                                                      | 29 iunie 2018                     |
| Georgia · (vezi și: § 2)                 | Ministru al afacerilor externe                                                                                     | Davit Zalkaliani                                                                                     | 20 iunie 2018                     |
| Germania                                 | Miniștri ai afacerilor externe (succesivi)                                                                         | Annalena Baerbock                                                                                    | 8 decembrie 2021                  |
| Germania                                 | Miniștri ai afacerilor externe (succesivi)                                                                         | Heiko Maas                                                                                           | 14 martie 2018                    |
| Ghana                                    | Ministru al afacerilor externe și integrării regionale                                                             | Shirley Ayorkor Botchway                                                                             | 28 ianuarie 2017                  |
| Grecia                                   | Ministru al afacerilor externe                                                                                     | Nikos Dendias                                                                                        | 9 iulie 2019                      |
| Grenada                                  | Ministru al afacerilor externe                                                                                     | Oliver Joseph                                                                                        | 5 octombrie 2020                  |
| Guatemala                                | Ministru al relațiilor externe                                                                                     | Pedro Brolo                                                                                          | 14 ianuarie 2020                  |
| Guineea                                  | Miniștri ai afacerilor externe și guineezilor din străinătate (succesivi)                                          | Morissanda Kouyaté                                                                                   | 25 octombrie 2021                 |
| Guineea                                  | Miniștri ai afacerilor externe și guineezilor din străinătate (succesivi)                                          | funcție vacantă                                                                                      | 5 septembrie 2021                 |
| Guineea                                  | Miniștri ai afacerilor externe și guineezilor din străinătate (succesivi)                                          | Ibrahima Kalil Kaba                                                                                  | 19 ianuarie 2021                  |
| Guineea                                  | Miniștri ai afacerilor externe și guineezilor din străinătate (succesivi)                                          | Mamadi Touré                                                                                         | 22 august 2017                    |
| Guineea-Bissau                           | Ministru al afacerilor externe și cooperării internaționale                                                        | Suzi Barbosa                                                                                         | 2 martie 2020                     |
| Guineea Ecuatorială                      | Ministru al afacerilor extene și cooperării internaționale                                                         | Simeón Oyono Esono Angue                                                                             | 6 februarie 2018                  |
| Guyana                                   | Ministru al afacerilor externe                                                                                     | Hugh Todd                                                                                            | 5 august 2020                     |
| Haiti                                    | Miniștri ai afacerilor externe (succesivi)                                                                         | Jean Victor Généus                                                                                   | 24 noiembrie 2021                 |
| Haiti                                    | Miniștri ai afacerilor externe (succesivi)                                                                         | Claude Joseph (președinte și prim-ministru interimar)                                                | 4 februarie 2020                  |
| Honduras                                 | Ministru al relațiilor externe                                                                                     | Lisandro Rosales                                                                                     | 23 iulie 2019                     |
| India                                    | Ministru al afacerilor externe                                                                                     | Subrahmanyam Jaishankar                                                                              | 31 mai 2019                       |
| Indonezia                                | Ministru al afacerilor externe                                                                                     | Retno Marsudi                                                                                        | 27 octombrie 2014                 |
| Iordania                                 | Ministru al afacerilor externe și al expatriaților                                                                 | Ayman Safadi                                                                                         | 15 ianuarie 2017                  |
| Irak · (vezi și : § 9)                   | Ministru al afacerilor externe                                                                                     | Fuad Hussein                                                                                         | 6 iunie 2020                      |
| Iran                                     | Miniștri ai afacerilor externe (succesivi)                                                                         | Hossein Amir-Abdollahian                                                                             | 25 august 2021                    |
| Iran                                     | Miniștri ai afacerilor externe (succesivi)                                                                         | Mohammad Javad Zarif                                                                                 | 15 august 2013                    |
| Irlanda                                  | Ministru pentru afacerile externe                                                                                  | Simon Coveney                                                                                        | 14 iunie 2017                     |
| Islanda                                  | Miniștri pentru afacerile externe (succesivi)                                                                      | Þórdís Kolbrún R. Gylfadóttir                                                                        | 28 noiembrie 2021                 |
| Islanda                                  | Miniștri pentru afacerile externe (succesivi)                                                                      | Guðlaugur Þór Þórðarson                                                                              | 11 ianuarie 2017                  |
| Israel · (vezi și : § 2)                 | Miniștri ai afacerilor externe (succesivi)                                                                         | Yair Lapid                                                                                           | 13 iunie 2021                     |
| Israel · (vezi și : § 2)                 | Miniștri ai afacerilor externe (succesivi)                                                                         | Gabi Ashkenazi                                                                                       | 17 mai 2020                       |
| Italia                                   | Ministru al afacerilor externe                                                                                     | Luigi Di Maio                                                                                        | 5 septembrie 2019                 |
| Jamaica                                  | Ministru al afacerilor externe                                                                                     | Kamina Johnson Smith                                                                                 | 7 martie 2016                     |
| Japonia                                  | Miniștri ai afacerilor externe (succesivi)                                                                         | Yoshimasa Hayashi                                                                                    | 10 noiembrie 2021                 |
| Japonia                                  | Miniștri ai afacerilor externe (succesivi)                                                                         | Fumio Kishida (prim ministru)                                                                        | 4 noiembrie 2021                  |
| Japonia                                  | Miniștri ai afacerilor externe (succesivi)                                                                         | Toshimitsu Motegi                                                                                    | 11 septembrie 2019                |
| Kazahstan                                | Ministru al afacerilor externe                                                                                     | Mukhtar Tleuberdi                                                                                    | 19 septembrie 2019                |
| Kârgâzstan                               | Ministru al afacerilor externe                                                                                     | Ruslan Kazakbayev                                                                                    | 14 octombrie 2020                 |
| Kenya                                    | Secretar al Cabinetului pentru afacerile externe                                                                   | Raychelle Omamo                                                                                      | 14 ianuarie 2020                  |
| Kiribati                                 | Ministru pentru afacerile externe și imigrare                                                                      | Taneti Maamau (președinte)                                                                           | 11 martie 2016                    |
| Kuweit                                   | Ministru al afacerilor externe                                                                                     | șeic Ahmad Nasser Al Muhammad Al Sabah                                                               | 17 decembrie 2019                 |
| Laos                                     | Ministru al afacerilor externe                                                                                     | Saleumxay Kommasith                                                                                  | 19 aprilie 2016                   |
| Lesotho                                  | Ministru al afacerilor externe și relațiilor internaționale                                                        | Matsepo Ramakoae                                                                                     | 21 mai 2020                       |
| Letonia                                  | Ministru al afacerilor externe                                                                                     | Edgars Rinkēvičs                                                                                     | 25 octombrie 2011                 |
| Liban                                    | Miniștri ai afacerilor externe și emigranților (succesivi)                                                         | Abdallah Bouhabib                                                                                    | 10 septembrie 2021                |
| Liban                                    | Miniștri ai afacerilor externe și emigranților (succesivi)                                                         | Zeina Akar (interimară)                                                                              | 19 mai 2021                       |
| Liban                                    | Miniștri ai afacerilor externe și emigranților (succesivi)                                                         | Charbel Wehbe                                                                                        | 3 august 2020                     |
| Liberia                                  | Ministru al afacerilor externe                                                                                     | Dee-Maxwell Saah Kemayah, Sr                                                                         | 6 octombrie 2020                  |
| Libia · (vezi și : § 10)                 | Miniștri ai afacerilor externe și cooperătii internaționale (succesivi)                                            | Najla al-Mangoush (Guvernul de Unitate Națională)                                                    | 15 martie 2021                    |
| Libia · (vezi și : § 10)                 | Miniștri ai afacerilor externe și cooperătii internaționale (succesivi)                                            | Mohamed Taha Siala , (Guvernul Acordului Național)                                                   | 12 martie 2016                    |
| Liechtenstein                            | Miniștri ai afacerilor externe (succesivi)                                                                         | Dominique Hasler                                                                                     | 24 martie 2021                    |
| Liechtenstein                            | Miniștri ai afacerilor externe (succesivi)                                                                         | Katrin Eggenberger                                                                                   | 11 noiembrie 2019                 |
| Lituania                                 | Ministru al afacerilor externe                                                                                     | Gabrielius Landsbergis                                                                               | 11 decembrie 2020                 |
| Luxemburg                                | Ministru al afacerilor externe și Imgrării                                                                         | Jean Asselborn                                                                                       | 31 iulie 2004                     |
| Macedonia de Nord                        | Ministru al afacerilor externe                                                                                     | Bujar Osmani                                                                                         | 30 august 2020                    |
| Madagascar                               | Miniștri ai afacerilor externe (succesivi)                                                                         | Patrick Rajoelina                                                                                    | 15 august 2021                    |
| Madagascar                               | Miniștri ai afacerilor externe (succesivi)                                                                         | Djacoba Liva Tehindrazanarivelo                                                                      | 29 ianuarie 2020                  |
| Malaezia                                 | Miniștri ai afacerilor externe (succesivi)                                                                         | Hishammuddin Hussein                                                                                 | 27 august 2021                    |
| Malaezia                                 | Miniștri ai afacerilor externe (succesivi)                                                                         | Hishammuddin Hussein                                                                                 | 9 martie 2020                     |
| Malawi                                   | Ministru al afacerilor externe și cooperării internaționale                                                        | Eisenhower Mkaka                                                                                     | 8 iulie 2020                      |
| Maldive                                  | Ministru al afacerilor externe și coperării internaționale                                                         | Abdulla Shahid                                                                                       | 17 noiembrie 2018                 |
| Mali                                     | Miniștri ai afacerilor externe, cooperării internaționale și integrării (succesivi)                                | Abdoulaye Diop                                                                                       | 11 iunie 2021                     |
| Mali                                     | Miniștri ai afacerilor externe, cooperării internaționale și integrării (succesivi)                                | Zeïni Moulaye                                                                                        | 5 octombrie 2020                  |
| Malta                                    | Ministru al afacerilor externe                                                                                     | Evarist Bartolo                                                                                      | 15 ianuarie 2020                  |
| Maroc · (vezi și : § 2)                  | Ministru al afacerilor externe și cooperării                                                                       | Nasser Bourita                                                                                       | 5 aprilie 2017                    |
| Marshall, Insulele                       | Ministru al afacerilor externe                                                                                     | Casten Nemra                                                                                         | 13 ianuarie 2020                  |
| Mauritania                               | Ministru al afacerilor externe și cooperării                                                                       | Ismail Ould Cheikh Ahmed                                                                             | 11 iunie 2018                     |
| Mauritius                                | Miniștri ai afacerilor externe și integrării regionale (succesivi)                                                 | Alan Ganoo                                                                                           | 6 februarie 2021                  |
| Mauritius                                | Miniștri ai afacerilor externe și integrării regionale (succesivi)                                                 | Nando Bodha                                                                                          | 22 martie 2019                    |
| Mexic                                    | Secretar al relațiilor externe                                                                                     | Marcelo Ebrard                                                                                       | 1 decembrie 2018                  |
| Micronezia                               | Secretar al afacerilor externe                                                                                     | Kandhi Elieisar                                                                                      | 4 decembrie 2019                  |
| Moldova, Republica (vezi și: § 3 și § 9) | Miniștri ai afacerilor externe și integrării europene (succesivi)                                                  | Nicu Popescu                                                                                         | 6 august 2021                     |
| Moldova, Republica (vezi și: § 3 și § 9) | Miniștri ai afacerilor externe și integrării europene (succesivi)                                                  | Aureliu Ciocoi (prim-ministru interimar)                                                             | 9 noiembrie 2020                  |
| Monaco                                   | Ministru al relaților externe și cooperării                                                                        | Laurent Anselmi                                                                                      | 21 octombrie 2019                 |
| Mongolia                                 | Miniștri ai relațiilor externe (succesivi)                                                                         | Batmunkh Battsetseg                                                                                  | 29 ianuarie 2021                  |
| Mongolia                                 | Miniștri ai relațiilor externe (succesivi)                                                                         | Nyamtseren Enkhtaivan                                                                                | 8 iulie 2020                      |
| Mozambic                                 | Ministru al afacerilor externe și cooperării                                                                       | Verónica Macamo Dlhovo                                                                               | 17 ianuarie 2020                  |
| Muntenegru                               | Ministru al afacerilor externe și integrării europene                                                              | Đorđe Radulović                                                                                      | 4 decembrie 2020                  |
| Namibia                                  | Ministru al relațiilor internaționale și cooperării                                                                | Netumbo Nandi-Ndaitwah                                                                               | 4 decembrie 2012                  |
| Nauru                                    | Ministru pentru afacerile externe                                                                                  | Lionel Aingimea (președinte)                                                                         | 28 august 2019                    |
| Nepal                                    | Miniștri ai afacerilor externe (succesivi)                                                                         | Narayan Khadka                                                                                       | 22 septembrie 2021                |
| Nepal                                    | Miniștri ai afacerilor externe (succesivi)                                                                         | Sher Bahadur Deuba (prim-ministru)                                                                   | 13 iulie 2021                     |
| Nepal                                    | Miniștri ai afacerilor externe (succesivi)                                                                         | KP Sharma Oli (prim-ministru)                                                                        | 24 iunie 2021                     |
| Nepal                                    | Miniștri ai afacerilor externe (succesivi)                                                                         | Raghubir Mahaseth                                                                                    | 4 iunie 2021                      |
| Nepal                                    | Miniștri ai afacerilor externe (succesivi)                                                                         | Pradeep Gyawali                                                                                      | 14 martie 2018                    |
| Nicaragua                                | Ministru al relațiilor externe                                                                                     | Denis Moncada                                                                                        | 16 ianuarie 2017                  |
| Niger                                    | Miniștri ai afacerilor externe, cooperării, integrării africane și nigerenilor din străinătate (succesivi)         | Hassoumi Massoudou                                                                                   | 7 aprilie 2021                    |
| Niger                                    | Miniștri ai afacerilor externe, cooperării, integrării africane și nigerenilor din străinătate (succesivi)         | Marou Amadou (interimar)                                                                             | 4 decembrie 2020                  |
| Nigeria                                  | Ministru al afacerilor externe                                                                                     | Geoffrey Onyeama                                                                                     | 11 noiembrie 2015                 |
| Norvegia                                 | Miniștri ai afacerilor externe (succesivi)                                                                         | Anniken Huitfeldt                                                                                    | 14 octombrie 2021                 |
| Norvegia                                 | Miniștri ai afacerilor externe (succesivi)                                                                         | Ine Marie Eriksen Søreide                                                                            | 20 octombrie 2017                 |
| Noua Zeelandă · (vezi și : § 8)          | Ministru al afcerilor externe                                                                                      | Nanaia Mahuta                                                                                        | 6 noiembrie 2020                  |
| Oman                                     | Ministru al afacerilor externe                                                                                     | Sayyid Badr bin Hamad bin Hamood AlBusaidi                                                           | 26 august 2020                    |
| Pakistan                                 | Ministru al afacerilor externe                                                                                     | Shah Mehmood Qureshi                                                                                 | 18 august 2018                    |
| Palau                                    | Miniștri de stat (pentru afaceri externe) (succesivi)                                                              | Gustav Aitaro                                                                                        | 3 septembrie 2021                 |
| Palau                                    | Miniștri de stat (pentru afaceri externe) (succesivi)                                                              | funcție vacantă                                                                                      | 23 iulie 2021                     |
| Palau                                    | Miniștri de stat (pentru afaceri externe) (succesivi)                                                              | Uduch Sengebau Senior (vicepreședintă)                                                               | 21 ianuarie 2021                  |
| Palau                                    | Miniștri de stat (pentru afaceri externe) (succesivi)                                                              | Faustina K. Rehuher-Marugg                                                                           | 13 iunie 2017                     |
| Panama                                   | Ministru al relațiilor externe                                                                                     | Erika Mouynes                                                                                        | 2 decembrie 2020                  |
| Papua Noua Guinee                        | Ministru pentru afacerile externe și imigrare                                                                      | Soroi Eoe                                                                                            | 20 decembrie 2020                 |
| Paraguay                                 | Miniștri ai relațiilor externe (succesivi)                                                                         | Euclides Acevedo                                                                                     | 15 ianuarie 2021                  |
| Paraguay                                 | Miniștri ai relațiilor externe (succesivi)                                                                         | Federico González Franco                                                                             | 13 octombrie 2020                 |
| Peru                                     | Miniștri ai relațiilor externe (succesivi)                                                                         | Óscar Maúrtua                                                                                        | 20 august 2021                    |
| Peru                                     | Miniștri ai relațiilor externe (succesivi)                                                                         | Héctor Béjar                                                                                         | 20 iulie 2021                     |
| Peru                                     | Miniștri ai relațiilor externe (succesivi)                                                                         | Allan Wagner Tizón                                                                                   | 15 februarie 2021                 |
| Peru                                     | Miniștri ai relațiilor externe (succesivi)                                                                         | Elizabeth Astete                                                                                     | 18 noiembrie 2020                 |
| Polonia                                  | Ministru al afacerilor externe                                                                                     | Zbigniew Rau                                                                                         | 26 august 2020                    |
| Portugalia                               | Ministru pentru afaceri externe                                                                                    | Augusto Santos Silva                                                                                 | 28 noiembrie 2015                 |
| Qatar                                    | Ministru al afacerilor externe                                                                                     | șeic Mohammed bin Abdulrahman bin Jassim Al Thani                                                    | 27 ianuarie 2016                  |
| Regatul Unit (vezi și : § 6 șî § 11)     | Secretari de stat pentru afacerile externe și ale Commonwealth -ului (succesivi)                                   | Elizabeth Truss                                                                                      | 15 septembrie 2021                |
| Regatul Unit (vezi și : § 6 șî § 11)     | Secretari de stat pentru afacerile externe și ale Commonwealth -ului (succesivi)                                   | Dominic Raab                                                                                         | 24 iulie 2019                     |
| România                                  | Ministru al afacerilor externe                                                                                     | Bogdan Aurescu                                                                                       | 24 iulie 2019                     |
| Rusia                                    | Ministru al afacerilor externe                                                                                     | Sergey Lavrov                                                                                        | 9 martie 2004                     |
| Rwanda                                   | Ministru al afacerilor externe și cooperării regionale                                                             | Vincent Biruta                                                                                       | 4 octombrie 2019                  |
| Samoa                                    | Miniștri ai afacerilor externe (succesivi)                                                                         | Naomi Mataʻafa (corevendicatoare din 24 mai până în 23 iulie 2021) (prim-ministru)                   | 24 mai 2021                       |
| Samoa                                    | Miniștri ai afacerilor externe (succesivi)                                                                         | Tuilaepa Aiono Sailele Malielegaoi (corevendicator din 24 mai până în 23 iulie 2021) (prim-ministru) | 23 noiembrie 1998 – 23 iulie 2021 |
| San Marino                               | Secretar de stat pentru afacerile externe și politice                                                              | Luca Beccari                                                                                         | 8 ianuarie 2020                   |
| São Tomé și Príncipe                     | Ministru al afacerilor externe                                                                                     | Edite Ten Juá                                                                                        | 16 septembrie 2020                |
| Senegal                                  | Ministru al afacerilor externe și senegalezilor din străinătate                                                    | Aïssata Tall Sall                                                                                    | 1 noiembrie 2020                  |
| Serbia · (vezi și : § 2)                 | Ministru al afacerilor externe                                                                                     | Nikola Selaković                                                                                     | 28 octombrie 2020                 |
| Seychelles                               | Ministru pentru afacerile externe                                                                                  | Sylvestre Radegonde                                                                                  | 16 noiembrie 2020                 |
| Sfânta Lucia                             | Miniștri pentru afacerile externe (succesivi)                                                                      | Alva Baptiste                                                                                        | 5 august 2021                     |
| Sfânta Lucia                             | Miniștri pentru afacerile externe (succesivi)                                                                      | funcție vacantă                                                                                      | 29 iulie 2021                     |
| Sfânta Lucia                             | Miniștri pentru afacerile externe (succesivi)                                                                      | Allen Chastanet (prim-ministru)                                                                      | 14 iunie 2016                     |
| Sfântul Cristofor și Nevis               | Ministru al afacerilor externe                                                                                     | Mark Brantley                                                                                        | 22 februarie 2015                 |
| Sfântul Vincențiu și Grenadinele         | Ministru al afacerilor externe                                                                                     | Ralph Gonsalves (prin-ministru)                                                                      | 10 noiembrie 2020                 |
| Sierra Leone                             | Miniștri ai afacerilor externe și cooperării internaționale (succesivi)                                            | David J. Francis                                                                                     | 30 aprilie 2021                   |
| Sierra Leone                             | Miniștri ai afacerilor externe și cooperării internaționale (succesivi)                                            | Nabeela Tunis                                                                                        | 10 mai 2019                       |
| Singapore                                | Ministru pentru afacerile externe                                                                                  | Vivian Balakrishnan                                                                                  | 1 octombrie 2015                  |
| Siria                                    | Ministru al afacerilor externe și expatriaților                                                                    | Faisal Mekdad                                                                                        | 22 noiembrie 2020                 |
| Slovacia                                 | Miniștri ai afacerilor externe și europene (succesivi)                                                             | Ivan Korčok                                                                                          | 1 aprilie 2021                    |
| Slovacia                                 | Miniștri ai afacerilor externe și europene (succesivi)                                                             | Jaroslav Naď (interimar)                                                                             | 25 martie 2021                    |
| Slovacia                                 | Miniștri ai afacerilor externe și europene (succesivi)                                                             | Ivan Korčok                                                                                          | 8 aprilie 2020                    |
| Slovenia                                 | Ministru al afacerilor externe                                                                                     | Anže Logar                                                                                           | 13 martie 2020                    |
| Somalia · (vezi și : § 3)                | Miniștri ai afacerilor externe și cooperării internaționale (succesivi)                                            | Abdisaid Muse Ali                                                                                    | 20 noiembrie 2021                 |
| Somalia · (vezi și : § 3)                | Miniștri ai afacerilor externe și cooperării internaționale (succesivi)                                            | Mohamed Abdirizak Mohamud                                                                            | 19 noiembrie 2020                 |
| Spania · (vezi și : § 11)                | Miniștri ai afacerilor externe și cooperării (succesivi)                                                           | José Manuel Albares                                                                                  | 10 iulie 2021                     |
| Spania · (vezi și : § 11)                | Miniștri ai afacerilor externe și cooperării (succesivi)                                                           | Arancha González Laya                                                                                | 10 ianuarie 2020                  |
| Sri Lanka                                | Miniștri ai afacerilor externe (succesivi)                                                                         | Gamini Lakshman Peiris                                                                               | 16 august 2021                    |
| Sri Lanka                                | Miniștri ai afacerilor externe (succesivi)                                                                         | Dinesh Gunawardena                                                                                   | 22 noiembrie 2019                 |
| Statele Unite ale Americii               | Secretari de stat (succesivi)                                                                                      | Antony Blinken                                                                                       | 26 ianuarie 2021                  |
| Statele Unite ale Americii               | Secretari de stat (succesivi)                                                                                      | Daniel Smith (interimar)                                                                             | 20 ianuarie 2021                  |
| Statele Unite ale Americii               | Secretari de stat (succesivi)                                                                                      | Mike Pompeo                                                                                          | 26 aprilie 2018                   |
| Sudan                                    | Miniștri ai afacerilor externe (succesivi)                                                                         | Abdalla Omar Bashir (interimar)                                                                      | 1 decembrie 2021                  |
| Sudan                                    | Miniștri ai afacerilor externe (succesivi)                                                                         | funcție vacantă                                                                                      | 25 octombrie 2021                 |
| Sudan                                    | Miniștri ai afacerilor externe (succesivi)                                                                         | Mariam Sadiq al-Mahdi                                                                                | 8 februarie 2021                  |
| Sudan                                    | Miniștri ai afacerilor externe (succesivi)                                                                         | Omar Ismail Gamar Aldin (interimar)                                                                  | 9 iulie 2020                      |
| Sudanul de Sud                           | Miniștri ai afacerilor externe și cooperării internaționale (succesivi)                                            | Mayiik Ayii Deng                                                                                     | 9 septembrie 2021                 |
| Sudanul de Sud                           | Miniștri ai afacerilor externe și cooperării internaționale (succesivi)                                            | Beatrice Khamisa Wani-Noah                                                                           | 12 martie 2020                    |
| Suedia                                   | Ministru pentru afacerile externe                                                                                  | Ann Linde                                                                                            | 10 septembrie 2019                |
| Surinam                                  | Ministru al afacerilor externe                                                                                     | Albert Ramdin                                                                                        | 16 iulie 2020                     |
| Tadjikistan                              | Ministru al afacerilor externe                                                                                     | Sirodjidin Aslov                                                                                     | 29 noiembrie 2013                 |
| Tanzania                                 | Miniștri pentru afacerile externe, cooperare internațională și integrare regională (succesivi)                     | Liberata Mulamula                                                                                    | 30 martie 2021                    |
| Tanzania                                 | Miniștri pentru afacerile externe, cooperare internațională și integrare regională (succesivi)                     | Palamagamba Kabudi                                                                                   | 4 februarie 2019                  |
| Thailanda                                | Ministru al afacerilor externe                                                                                     | Don Pramudwinai                                                                                      | 20 august 2015                    |
| Timorul de Est                           | Ministru al afacerilor externe și cooperării                                                                       | Adaljiza Magno                                                                                       | 24 iunie 2020                     |
| Togo                                     | Ministru al afacerilor externe și cooperării                                                                       | Robert Dussey                                                                                        | 17 septembrie 2013                |
| Tonga                                    | Miniștri pentru afacerile externe (succesivi)                                                                      | Fekitamoeloa ʻUtoikamanu                                                                             | 28 decembrie 2021                 |
| Tonga                                    | Miniștri pentru afacerile externe (succesivi)                                                                      | Pohiva Tu'i'onetoa (prim ministru)                                                                   | 9 octombrie 2019                  |
| Trinidad și Tobago                       | Ministru al afacerilor externe                                                                                     | Amery Browne                                                                                         | 19 august 2020                    |
| Tunisia                                  | Ministru al afacerilor externe                                                                                     | Othman Jerandi                                                                                       | 2 septembrie 2020                 |
| Turcia                                   | Ministru al afacerilor externe                                                                                     | Mevlüt Çavușoğlu                                                                                     | 24 noiembrie 2015                 |
| Turkmenistan                             | Ministru al afacerilor externe                                                                                     | Rașit Meredow                                                                                        | 7 iulie 2001                      |
| Tuvalu                                   | Ministru pentru afacerile externe                                                                                  | Simon Kofe                                                                                           | septembrie 2019                   |
| Țările de Jos                            | Miniștri ai afacerilor externe (succesivi)                                                                         | Ben Knapen                                                                                           | 24 Septembrie 2021                |
| Țările de Jos                            | Miniștri ai afacerilor externe (succesivi)                                                                         | Tom de Bruijn (interimar)                                                                            | 17 Septembrie 2021                |
| Țările de Jos                            | Miniștri ai afacerilor externe (succesivi)                                                                         | Sigrid Kaag                                                                                          | 25 mai 2021                       |
| Țările de Jos                            | Miniștri ai afacerilor externe (succesivi)                                                                         | Stef Blok                                                                                            | 7 martie 2018                     |
| Ucraina · (vezi și: § 3)                 | Ministru al afacerilor externe                                                                                     | Dmytro Kuleba                                                                                        | 4 februarie 2020                  |
| Uganda                                   | Miniștri ai afacerilor externe (succesivi)                                                                         | Jeje Odongo                                                                                          | 21 iunie 2021                     |
| Uganda                                   | Miniștri ai afacerilor externe (succesivi)                                                                         | Sam Kutesa                                                                                           | 13 ianuarie 2005                  |
| Ungaria                                  | Ministru al afacerilor externe                                                                                     | Péter Szijjártó                                                                                      | 23 septembrie 2014                |
| Uruguay                                  | Ministru al relațiilor externe                                                                                     | Francisco Bustillo                                                                                   | 6 iulie 2020                      |
| Uzbekistan                               | Ministru al afacerilor externe                                                                                     | Abdulaziz Komilov                                                                                    | 13 ianuarie 2012                  |
| Vanuatu                                  | Ministru pentru afacerile externe                                                                                  | Mark Ati                                                                                             | 20 aprilie 2020                   |
| Vatican / Sfântul Scaun                  | Secretar pentru relațiile cu statele (Sfântul Scaun)                                                               | Paul Gallagher                                                                                       | 8 noiembrie 2014                  |
| Venezuela                                | Miniștri ai puterii populare pentru afacerile externe (succesivi)                                                  | Félix Plasencia                                                                                      | 19 august 2021                    |
| Venezuela                                | Miniștri ai puterii populare pentru afacerile externe (succesivi)                                                  | Jorge Arreaza                                                                                        | 2 august 2017                     |
| Vietnam                                  | Miniștri ai afacerilor externe (succesivi)                                                                         | Bùi Thanh Sơn                                                                                        | 8 aprilie 2021                    |
| Vietnam                                  | Miniștri ai afacerilor externe (succesivi)                                                                         | Phạm Bình Minh                                                                                       | 3 august 2011                     |
| Yemen · (vezi și : § 10)                 | Ministru al afacerilor externe                                                                                     | Ahmad Awad Bin Mubarak (corevendicator începând cu 18 decembrie 2020)                                | 18 decembrie 2020                 |
| Zambia                                   | Miniștri ai afacerilor externe (succesivi)                                                                         | Stanley Kakubo                                                                                       | 7 septembrie 2021                 |
| Zambia                                   | Miniștri ai afacerilor externe (succesivi)                                                                         | Joe Malanji                                                                                          | 8 ianuarie 2018                   |
| Zimbabwe                                 | Miniștri ai afacerilor externe (succesivi)                                                                         | Frederick Shava                                                                                      | 8 februarie 2021                  |
| Zimbabwe                                 | Miniștri ai afacerilor externe (succesivi)                                                                         | Amon Murwira (interimar)                                                                             | 20 ianuarie 2021                  |
| Zimbabwe                                 | Miniștri ai afacerilor externe (succesivi)                                                                         | Sibusiso Moyo                                                                                        | 30 noiembrie 2017                 |

## State independente recunoscute parțial
| Statul                          | Separat din                                 | Funcția | Numele                   | Începând cu       |
| ------------------------------- | ------------------------------------------- | --- | ------------------------ | ----------------- |
| Abhazia                         | Georgia                                     | Miniștri pentru afacerile externe (succesivi)                                                                   | Inal Ardzinba            | 17 noiembrie 2021 |
| Abhazia                         | Georgia                                     | Miniștri pentru afacerile externe (succesivi)                                                                   | Daur Kove                | 4 octombrie 2016  |
| Ciprul de Nord                  | Cipru                                       | Ministru al afacerilor externe                                                                                  | Tahsin Ertuğruloğlu      | 9 decembrie 2020  |
| Kosovo                          | Serbia                                      | Miniștri ai afacerilor externe (succesivi)                                                                      | Donika Gërvalla          | 22 martie 2021    |
| Kosovo                          | Serbia                                      | Miniștri ai afacerilor externe (succesivi)                                                                      | Besnik Tahiri            | 9 martie 2021     |
| Kosovo                          | Serbia                                      | Miniștri ai afacerilor externe (succesivi)                                                                      | Meliza Haradinaj         | 3 iunie 2020      |
| Osetia de Sud – Alania          | Georgia                                     | Ministru al afacerilor externe                                                                                  | Dmitry Medoyev           | 25 mai 2017       |
| Statul Palestina (vezi și : §4) | Israel · Autoritatea Națională Palestiniană | Șeful Départementului Relațiilor Internaționale al Comitului Executiv al Organizației de Eliberare a Palestinei | Ziad Abu Amr             | 2 august 2018     |
| Sahara occidentală              | Maroc                                       | Ministru al afacerilor externe                                                                                  | Mohamed Salem Ould Salek | 21 ianuarie 1998  |
| Taiwan                          | China                                       | Ministru al afacerilor externe                                                                                  | Joseph Wu                | 26 februarie 2018 |

## State independente nerecunoscute
| Statul                      | Separat din        | Funcția                                                                 | Numele                        | Începând cu        |
| --------------------------- | ------------------ | ----------------------------------------------------------------------- | ----------------------------- | ------------------ |
| Republica Artsakh           | Azerbaidjan        | Miniștri ai afacerilor externe (succesivi)                              | David Babayan                 | 4 ianuarie 2021    |
| Republica Artsakh           | Azerbaidjan        | Miniștri ai afacerilor externe (succesivi)                              | Masis Mayilyan                | 25 septembre 2017  |
| Donețk, Republica Populară  | Ucraina            | Ministru al afacerilor externe                                          | Natalya Nikonorova            | 22 februarie 2016  |
| Lugansk, Republica Populară | Ucraina            | Ministru al afacerilor externe                                          | Vladislav Deinevo             | 12 septembrie 2017 |
| Somaliland                  | Somalia            | Miniștri ai afacerilor externe și cooperării internaționale (succesivi) | Essa Kayd                     | 2 septembrie 2021  |
| Somaliland                  | Somalia            | Miniștri ai afacerilor externe și cooperării internaționale (succesivi) | Liban Yusuf Osman (interimar) | martie 2021        |
| Somaliland                  | Somalia            | Miniștri ai afacerilor externe și cooperării internaționale (succesivi) | Yasin Hagi Mohamud Hiir       | 10 noiembrie 2018  |
| Transnistria                | Moldova, Republica | Ministru al afacerilor externe                                          | Vitaly Ignatyev               | 14 septembrie 2015 |

## Entități cu statut apropiat de cel de stat
| Entitate                                           | Funcție                                                                                   | Nume                             | Începând cu       |
| -------------------------------------------------- | ----------------------------------------------------------------------------------------- | -------------------------------- | ----------------- |
| Ordinul de Malta                                   | Mare Cancelar                                                                             | Albrecht Freiherr von Boeselager | 28 ianuarie 2017  |
| Autoritatea Națională Palestiniană (vezi și : § 2) | Ministru al afacerilor externe                                                            | Riyad al-Maliki                  | 1 septembrie 2007 |
| Uniunea Europeană                                  | Înalt Reprezentant ai Unuinii Europene pentru afacerile externe și politica de securitate | Josep Borrell                    | 1 noiembrie 2019  |

## Teritorii britanice de peste mări și dependențe ale coroanei britanice
| Teritoriu | Suveranitate      | Funcția                                                                 | Numele           | Începând cu       |
| --------- | ----------------- | ----------------------------------------------------------------------- | ---------------- | ----------------- |
| Gibraltar | Marea Britanie    | Ministru pentru acțiune externǎ                                         | Joseph Garcia    | 21 octombrie 2019 |
| Guernsey  | Coroana britanică | Conducător pentru relațiile externe (ministru pentru relațiile externe) | Jonathan Le Tocq | 6 mai 2016        |
| Jersey    | Coroana britanică | Ministru pentru relațiile externe                                       | Ian Gorst        | 7 iunie 2018      |

## Departamente și colectivități de peste mări și teritorii cu statut special franceze
| Teritoriu          | Suveranitate | Funcția                              | Numele         | Începând cu        |
| ------------------ | ------------ | ------------------------------------ | -------------- | ------------------ |
| Noua Caledonie     | Franța       | Președinți ai guvernului (succesivi) | Louis Mapou    | 8 iulie 2021       |
| Noua Caledonie     | Franța       | Președinți ai guvernului (succesivi) | Thierry Santa  | 9 iulie 2019       |
| Polinezia Franceză | Franța       | Președinte                           | Édouard Fritch | 12 septembrie 2014 |

## Dependințe și teritorii speciale ale Noii-Zeelande
| Teritoriu      | Suveranitate  | Funcția                                      | Numele                     | Începând cu      |
| -------------- | ------------- | -------------------------------------------- | -------------------------- | ---------------- |
| Cook, Insulele | Noua Zeelandă | Ministru al afacerilor externe și imigrației | Mark Brown (prim-ministru) | 8 octombrie 2020 |
| Niue, Insule   | Noua Zeelandă | Ministru al Agențiilor Centrale              | Dalton Tagelagi (premier)  | 11 iunie 2020    |
| Tokelau        | Noua Zeelandă | Șefi ai guvernului (succesivi)               | Kelihiano Kalolo           | 9 martie 2021    |
| Tokelau        | Noua Zeelandă | Șefi ai guvernului (succesivi)               | Fofo Tuisano               | 9 martie 2020    |

## Teritorii speciale ale Statelor Unite ale Americii
| Teritoriu  | Suveranitate               | Funcția                       | Numele                          | Începând cu     |
| ---------- | -------------------------- | ----------------------------- | ------------------------------- | --------------- |
| Porto Rico | Statele Unite ale Americii | Secretari de stat (succesivi) | Omar Marrero Díaz               | 13 iulie 2021   |
| Porto Rico | Statele Unite ale Americii | Secretari de stat (succesivi) | Félix Rivera Torres (interimar) | 24 mai 2021     |
| Porto Rico | Statele Unite ale Americii | Secretari de stat (succesivi) | Larry Seilhamer Rodríguez       | 2 ianuarie 2021 |
| Porto Rico | Statele Unite ale Americii | Secretari de stat (succesivi) | Raúl Márquez Hernández          | 20 august 2020  |

## Alte teritorii nesuverane
| Teritoriu           | Suveranitate recunoscută internațional | Funcția                                    | Numele                      | Începând cu        |
| ------------------- | -------------------------------------- | ------------------------------------------ | --------------------------- | ------------------ |
| Feroe, Insulele     | Danemarca                              | Ministru al afacerilor externe             | Jenis av Rana               | 16 septembrie 2019 |
| Găgăuzia            | Moldova, Republica                     | Șeful Departamentului Relațiilor Externe   | Vitaliy Vlah                | 30 aprilie 2015    |
| Groenlanda          | Danemarca                              | Miniștri ai afacerilor externe (succesivi) | Múte Bourup Egede (premier) | 27 septembrie 2021 |
| Groenlanda          | Danemarca                              | Miniștri ai afacerilor externe (succesivi) | Pele Broberg                | 23 aprilie 2021    |
| Groenlanda          | Danemarca                              | Miniștri ai afacerilor externe (succesivi) | Kim Kielsen (premier)       | 8 februarie 2021   |
| Groenlanda          | Danemarca                              | Miniștri ai afacerilor externe (succesivi) | Steen Lynge                 | 29 mai 2020        |
| Kurdistanul Irakian | Irak                                   | Șeful Departamentului de Relații Externe   | Safeen Muhsin Dizayee       | iulie 2019         |

## Guverne în exil și / sau alterantive
| Entitate | Suveranitate | Funcția                                                                      | Numele                                                                              | Începând cu       |
| --- | --- | ---------------------------------------------------------------------------- | ----------------------------------------------------------------------------------- | ----------------- |
| Republica Islamică Afganistan | Emiratul Islamic Afganistan (Guvernul în exil al Republicii Islamice Afganistan creat de Frontul Rezistenței Naționale al Afganistanului, alianță anti-Taliban) | Șeful organismului pentru relații externe al Frontului Rezistenței Naționale | Ali Maisam Nazary                                                                   | ?                 |
| Administrația Popularǎ Anticrizǎ din Belarus                                                                                             | Belarus · (Organizație de tip guvern din umbrǎ) | ResponsibIl pentru politica externǎ și comerț                                | Anatoly Kotov                                                                       | 26 octombrie 2020 |
| Guvernul de Unitate Națională al Birmaniei                                                                                               | Birmania · (Guvern alternatv provizoriu constituit de Comitetului reprezentȃnd Pyidaungsu Hluttaw și grupuri politice aliate)                                   | Ministru al afacerilor externe                                               | Zin Mar Aung , (corevendicatoare ȋncepȃnd cu 2 martie 2021)                         | 16 aprilie 2021   |
| Fișier:Committee Representing Pyidaungsu Hluttaw logo.png Guvernul interimar al Comitetului reprezentȃnd Pyidaungsu Hluttaw al Birmaniei | Birmania · (Guvern interimar în exil constituit de Comitetul reprezentȃnd Adunarea Uniunii cu scopul de a îndeplini atribuțiile guvernului civil.               | administrație transformatǎ ȋn Guvernul de Unitate Națională al Birmaniei     |                                                                                     | 16 aprilie 2021   |
| Fișier:Committee Representing Pyidaungsu Hluttaw logo.png Guvernul interimar al Comitetului reprezentȃnd Pyidaungsu Hluttaw al Birmaniei | Birmania · (Guvern interimar în exil constituit de Comitetul reprezentȃnd Adunarea Uniunii cu scopul de a îndeplini atribuțiile guvernului civil.               | Ministru al afacerilor externe                                               | Zin Mar Aung , (corevendicatoare ȋncepȃnd cu 2 martie 2021)                         | 2 martie 2021     |
| Guvernul Alternativ al Estoniei | Estonia · Guvern „în exil” care se consideră succesor al guvernului în exil din timpul ocupației sovietice                                                      | Ministru al afacerilor externe                                               | Toomas Mathiesen                                                                    | 8 iulie 2019      |
| Guvernul provizoriu al Libiei (vezi și : §1)                                                                                             | Libia · (Guvern sub controlui Camerei Reprezentanților din Libia)                                                                                               | administrație autodizolvată                                                  |                                                                                     | 15 martie 2021    |
| Guvernul provizoriu al Libiei (vezi și : §1)                                                                                             | Libia · (Guvern sub controlui Camerei Reprezentanților din Libia)                                                                                               | Ministru al afacerilor externe și cooperătii internaționale                  | Abd al-Hadi al-Hawi , (corevendicator din 28 februarie 2019 până în 15 martie 2021) | 28 februarie 2019 |
| Administrația Centrală Tibetană | China (Guvern în exil) | Kalon (miniștri) ai informațiilor și relațiilor internaționale (succesivi)   | Norzin Dolma                                                                        | 10 noiembrie 2021 |
| Administrația Centrală Tibetană | China (Guvern în exil) | Kalon (miniștri) ai informațiilor și relațiilor internaționale (succesivi)   | funcție vacantă                                                                     | 27 mai 2021       |
| Administrația Centrală Tibetană | China (Guvern în exil) | Kalon (miniștri) ai informațiilor și relațiilor internaționale (succesivi)   | Lobsang Sangay (președintr al administrației centrale)                              | 28 februarie 2016 |
| Guvernul Salvǎrii Naționale al Yemenului                                                                                                 | Yemen · (Guvern alternativ instituit de Consiliului Politic Suprem instalat de rebelii zaidiști Ansar Allah sau Houthis și aliații lor)                         | Ministru al afacerilor externe                                               | Hisham Abdullah (corevendicator începând cu 28 noiembrie 2016)                      | 28 noiembrie 2016 |
| Consiliul de Tranziție al Sudului Yemenului                                                                                              | Yemen | Director al Direcției Generale pentru Afaceri Externe                        | Mohammed al-Ghaithi                                                                 | 11 mai 2017       |

## Diviziuni administrative autonome
Au fost prezentate doar diviziunile administrative care au în cadrul guvernului local portofoliul de ministru al afacerilor externe sau echivalent
| Diviziune                                          | Aparține de  | Funcția                                                       | Numele                          | Începând cu        |
| -------------------------------------------------- | ------------ | ------------------------------------------------------------- | ------------------------------- | ------------------ |
| Regiunea Capitalei Bruxelles                       | Belgia       | Secretar de stat pentru afaceri europene și internaționale    | Pascal Smet                     | 20 iulie 2019      |
| Cantabria                                          | Spania       | Consilier pentru acțiune externă                              | Paula Fernández Viaña           | 29 iunie 2019      |
| Catalonia                                          | Spania       | Consilieri pentru acțiune externă (succesivi)                 | Victòria Alsina Burgués         | 26 mai 2021        |
| Catalonia                                          | Spania       | Consilieri pentru acțiune externă (succesivi)                 | Bernat Solé                     | 21 martie 2020     |
| Comunitatea Francezǎ (Federația Valonia-Bruxelles) | Belgia       | Ministru prezident                                            | Pierre-Yves Jeholet             | 13 septembrie 2019 |
| Flandra                                            | Belgia       | Ministru pentru politica externă                              | Jan Jambon (ministru prezident) | 2 octombrie 2019   |
| Québec                                             | Canada       | Ministru al relațiilor internaționale și francofoniei         | Nadine Girault                  | 18 octombrie 2018  |
| Scoția                                             | Regatul Unit | Secretari ai Cabinetului pentru afacerile externe (succesivi) | Angus Robertson                 | 21 mai 2021        |
| Scoția                                             | Regatul Unit | Secretari ai Cabinetului pentru afacerile externe (succesivi) | Michael Russell                 | februarie 2020     |
| Valonia                                            | Belgia       | Ministru prezident                                            | Elio Di Rupo                    | 13 septembrie 2019 |
| Țara Galilor                                       | Regatul Unit | Prim ministru                                                 | Mark Drakeford                  | 8 octombrie 2020   |